# Raymond Borrell
Raymond Borrell van Barcelona (circa 972 - 1017) was van 992 tot aan zijn dood graaf van Barcelona, Girona en Osona. Hij behoorde tot het huis Barcelona.

## Levensloop
Raymond Borrell was een zoon van graaf Borrell II van Barcelona uit diens huwelijk met ene Leodgard. Vanaf 988 werd hij betrokken bij de regering van zijn vader en in 992 volgde hij hem op als graaf van Barcelona, Girona en Osona.
Tussen 1000 en 1002 diende Raymond om te gaan met verschillende aanvallen van al-Mansur, de vizier van het kalifaat Córdoba. Nadat deze in 1002 was overleden, zag Raymond een kans om in 1003 een tegenaanval uit te voeren en een expeditie naar Lleida te leiden. Dit veroorzaakte dan weer een nieuwe raid op het graafschap Barcelona door al-Mansurs zoon Abd al-Malik al-Muzaffar. Diens troepen werden uiteindelijk verslagen door een christelijk leger in de Slag bij Torà. Kort nadien was Raymond ook aanwezig bij de Slag bij Albesa
In 1010, toen het kalifaat Córdoba in een burgeroorlog verwikkeld was, zag Raymond Borrell een nieuwe opportuniteit. Hij organiseerde, met de hulp van de bisschoppen van Vic en Urgell, een campagne en verenigde zijn troepen met die van zijn broer Ermengol I van Urgell, Bernard I van Besalù en Mohammed II van Córdoba tegen die van kalief Sulayman ibn al-Hakam. Het leger van Raymond Borrell versloeg dat van Suleyman en veroverde vervolgens Córdoba. Tijdens de campagne kwamen zowel Ermengol I van Urgell als de bisschoppen van Vic en Urgell om het leven. Op 2 juni 1010 vocht Raymond Borrell aan de zijde van moslimrebellen ook mee in de Slag bij Espiel. In 1015 en 1016 leidde Raymond Borrell tevens expedities naar de rivieren Ebro en Segre. De rijke buit die dat opleverde gebruikte hij om de loyaliteit van zijn baronnen te handhaven.
In het graafschap Barcelona zorgde hij ook voor het herbevolken van de regio's Segarra, Conca de Barberà en Tarragona. Ook was hij de eerste Catalaanse heerser die munten liet slaan.
In 1017 stierf Raymond Borrell. Zijn zoon Berengarius Raymond I volgde hem op, wegens zijn minderjarigheid de eerste jaren onder het regentschap van zijn moeder. Hij werd bijgezet in de kathedraal van Barcelona, maar zijn graf is in de loop der jaren verloren gegaan.

## Huwelijk en nakomelingen
In 991 huwde hij met Ermesinde (975-1058), dochter van graaf Roger I van Carcassonne. Ze kregen drie kinderen:
- Borrell Raymond, jong gestorven
- Berengarius Raymond I (1005-1035), graaf van Barcelona
- Adelheid, huwde eerst met Roger I van Tosny en vervolgens met graaf Richard van Évreux

- Library of Congress Control Number: n00034235
- Virtual International Authority File: 65236282
- WorldCat: E39PBJjtfcYqFbX8TYYxGfhWDq